# Modżtaba Karimfar
Modżtaba Karimfar (ur. 8 grudnia 1987) – irański zapaśnik walczący w stylu klasycznym. Zajął czternaste miejsce na mistrzostwach świata w 2014. Trzeci na igrzyskach azjatyckich w 2014. Brązowy medalista mistrzostw Azji w 2014. Trzeci na wojskowych MŚ w 2013 i w Pucharze Świata w 2015 roku.